# Skam España
Skam España é uma série de televisão espanhola sobre o cotidiano de um grupo de adolescentes. É uma adaptação da série norueguesa Skam, a série segue o formato da original, mas adaptado à situação dos adolescentes espanhóis. A primeira prévia da série foi publicada em 10 de setembro de 2018 pela Movistar Plus.
Em 19 de junho de 2019, a série foi renovada para uma terceira e quarta temporada, tendo ambas as estreias acontecido em 2020.

## Produção
Em outubro de 2017, a Movistar+ adquiriu os direitos da série para sua produção na Espanha e em maio de 2018 anunciou que já estava gravando a série. Em uma declaração de Domingo Corral diretor de ficção  da Movistar+, anunciou que a série não seguiria o modelo de transmissão tradicional como a série original norueguesa em que se baseia: "Cada dia é como quatro ou cinco minutos que são enviados para as redes sociais, e que em princípio poderão ser vistas em aberto, e depois, na sexta ou sábado dessa semana, o episódio é montado, e está seguindo o curso da escola". Também comentou que a trama estaria adaptada à cultura espanhola.
Em 4 de setembro, a plataforma estreou uma série de teasers em redes e em 8 de setembro o trailer foi lançado.
Em 9 de setembro, o primeiro clipe foi publicado à tarde, onde os personagens principais falam sobre o início das aulas no dia seguinte.

## Episódios

### Resumo
| Temporada | Temporada | Episódios | Exibição original      | Exibição original      |
| Temporada | Temporada | Episódios | Estreia da temporada   | Final da temporada     |
| --------- | --------- | --------- | ---------------------- | ---------------------- |
|           | 1         | 11        | 10 de setembro de 2018 | 25 de novembro de 2018 |
|           | 2         | 10        | 28 de março de 2019    | 2 de junho de 2019     |
|           | 3         | 9         | 12 de janeiro de 2020  | 8 de março de 2020     |
|           | 4         | 8         | 6 de setembro de 2020  | 25 de outubro de 2020  |

### 1.ª Temporada
A primeira temporada de SKAM se concentra em Eva. Durante o verão, ela viveu seu amor com o namorado Jorge, mas o primeiro dia de aula chega e Eva tem que enfrentar a rejeição daquelas que eram suas amigas de toda da vida. A história é sobre desconfiança, feminismo, cyberbullying, rejeição de amizades, dependência pessoal, relações tóxicas e amizade.
| 1         | "Las raras del instituto (As estranhas da escola)" | 28 min | 16 de setembro de 2018 |
| 2         | "Hay lío (Há confusão)"                            | 21 min | 23 de setembro de 2018 |
| 3         | "Enséñame tu móvil (Me mostra seu celular)"        | 16 min | 30 de setembro de 2018 |
| 4         | "Verdad o atrevimiento (Verdade ou consequência)"  | 20 min | 7 de outubro de 2018   |
| 5         | "¿Y cómo soy? (E como eu sou?)"                    | 23 min | 14 de outubro de 2018  |
| 6         | "Siempre Enfadados (Sempre com raiva)"             | 24 min | 21 de outubro de 2018  |
| 7         | "Hecha una mierda (Fez uma merda)"                 | 24 min | 27 de outubro de 2018  |
| 8         | "La verdad por delante (A verdade adiante)"        | 24 min | 4 de novembro de 2018  |
| 9         | "Eva la zorra (Eva a vadia)"                       | 25 min | 11 de novembro de 2018 |
| 10        | "A nadie le importa (Ninguém se importa)"          | 25 min | 18 de novembro de 2018 |
| 11        | "Fin (Fim)"                                        | 25 min | 25 de novembro de 2018 |
| Especiais |                                                    |        |                        |
| –         | "¿Es ella? (É ela?)"                               | 3 min  | 23 de setembro de 2018 |
| –         | "¡Porque me da la gana! (Porque tenho vontade!)"   | 5 min  | 13 de outubro de 2018  |
| –         | "¡Hugo liga! (Liga do Hugo)"                       | 3 min  | 26 de outubro de 2018  |
| –         | "El móvil de Eva (O celular de Eva)"               | 11 min | 11 de novembro de 2018 |
| –         | "Feliz año! (Feliz Ano Novo!)"                     | 13 min | 1 de janeiro de 2019   |

### 2.ª Temporada
A segunda temporada se concentrou na personagem de Cris Soto, e acompanha o drama envolvido entorno de sua orientação sexual e seu relacionamento com Joana Bianchi, além de falar sobre a exploração de identidade, problemas parentais e como é viver com o transtorno de personalidade limítrofe.
| Número | Título (Tradução livre)                | Duração | Estreia             |
| ------ | -------------------------------------- | ------- | ------------------- |
| 1      | "Éxtasis (Êxtase)"                     | 31 min  | 31 de março de 2019 |
| 2      | "Ojos de sapo (Olhos de sapo)"         | 23 min  | 7 de abril de 2019  |
| 3      | "Perdida"                              | 22 min  | 14 de abril de 2019 |
| 4      | "Deseando nadar (Desejando nadar)"     | 27 min  | 22 de abril de 2019 |
| 5      | "Puñetazo (Soco)"                      | 25 min  | 28 de abril de 2019 |
| 6      | "¿Eres lesbiana? (Você é lésbica?)"    | 29 min  | 5 de maio de 2019   |
| 7      | "Desconocida (Desconhecida)"           | 26 min  | 12 de maio de 2019  |
| 8      | "Cobarde (Covarde)"                    | 23 min  | 19 de maio de 2019  |
| 9      | "No puedo evitarlo (Não posso evitar)" | 26 min  | 27 de maio de 2019  |
| 10     | "Minuto a minuto (Minuto a minuto)"    | 36 min  | 2 de junho de 2019  |

### 3.ª Temporada
A terceira temporada é centrada nas personagens Nora e Viri. A trama principal da temporada gira em torno de Nora. Por mais que ela goste de Alejandro, uma feminista com idéias claras como ela não pode deixar um garoto como ele atrapalha-la, mas sua segurança é apenas uma aparência. Viri co-estrela a temporada e sua trama gira em torno de problemas enfrentados pelos adolescentes afetados pela crise econômica espanhola.
| Número | Título (Tradução livre)                                                    | Duração | Estreia                 |
| ------ | -------------------------------------------------------------------------- | ------- | ----------------------- |
| 1      | "Fuckboy"                                                                  | 36 min  | 12 de janeiro de 2020   |
| 2      | "No se lo cuentes a nadie (Não conte a ninguém)"                           | 32 min  | 19 de janeiro de 2020   |
| 3      | "Lo de Viri (Coisa da Viri)"                                               | 34 min  | 26 de janeiro de 2020   |
| 4      | "La persona adecuada, el momento adecuado (A pessoa certa, na hora certa)" | 41 min  | 2 de fevereiro de 2020  |
| 5      | "El concierto (O Concerto)"                                                | 32 min  | 9 de fevereiro de 2020  |
| 6      | "¿Qué he hecho? (O que eu fiz?)"                                           | 33 min  | 16 de fevereiro de 2020 |
| 7      | "¿En serio no te acuerdas de nada? (Sério, não se lembra de nada?)"        | 32 min  | 23 de fevereiro de 2020 |
| 8      | "La Nora que me gustaba (A Nora que eu gostava)"                           | 32 min  | 1 de março de 2020      |
| 9      | "¿Existen los finales felices? (Existem os finais felizes?)"               | 39 min  | 8 de março de 2020      |

### 4.ª Temporada
A quarta temporada será centrada na personagem Amira. Nesta temporada, você poderá ver a vida de Amira, uma estudante muçulmana do segundo ano do ensino médio que respeita suas crenças e costumes, e para o qual os outros olham de forma diferente por usar hijab. Além disso, esta temporada abordará tópicos importantes como a islamofobia. 
| Número | Título (Tradução livre)                                               | Duração | Estreia                |
| ------ | --------------------------------------------------------------------- | ------- | ---------------------- |
| 1      | "Entre dos mundos (Entre dois mundos)"                                | 37 min  | 6 de setembro de 2020  |
| 2      | "No llevo el hijab (Eu não estou usando o hijab)"                     | 43 min  | 13 de setembro de 2020 |
| 3      | "Seguro que Alá lo entiende (Alá com certeza entende)"                | 45 min  | 20 de setembro de 2020 |
| 4      | "Nunca es por Amira (Nunca é por Amira)"                              | 36 min  | 27 de setembro de 2020 |
| 5      | "Ramadán kareem"                                                      | 34 min  | 4 de outubro de 2020   |
| 6      | "La mora del instituto (A amora do instituto)"                        | 36 min  | 11 de outubro de 2020  |
| 7      | "Ya no sé nada (Eu não sei de nada)"                                  | 38 min  | 18 de outubro de 2020  |
| 8      | "A veces querer no es suficiente (Às vezes, querer não é suficiente)" | 40 min  | 25 de outubro de 2020  |